# Le Château de Soria Moria

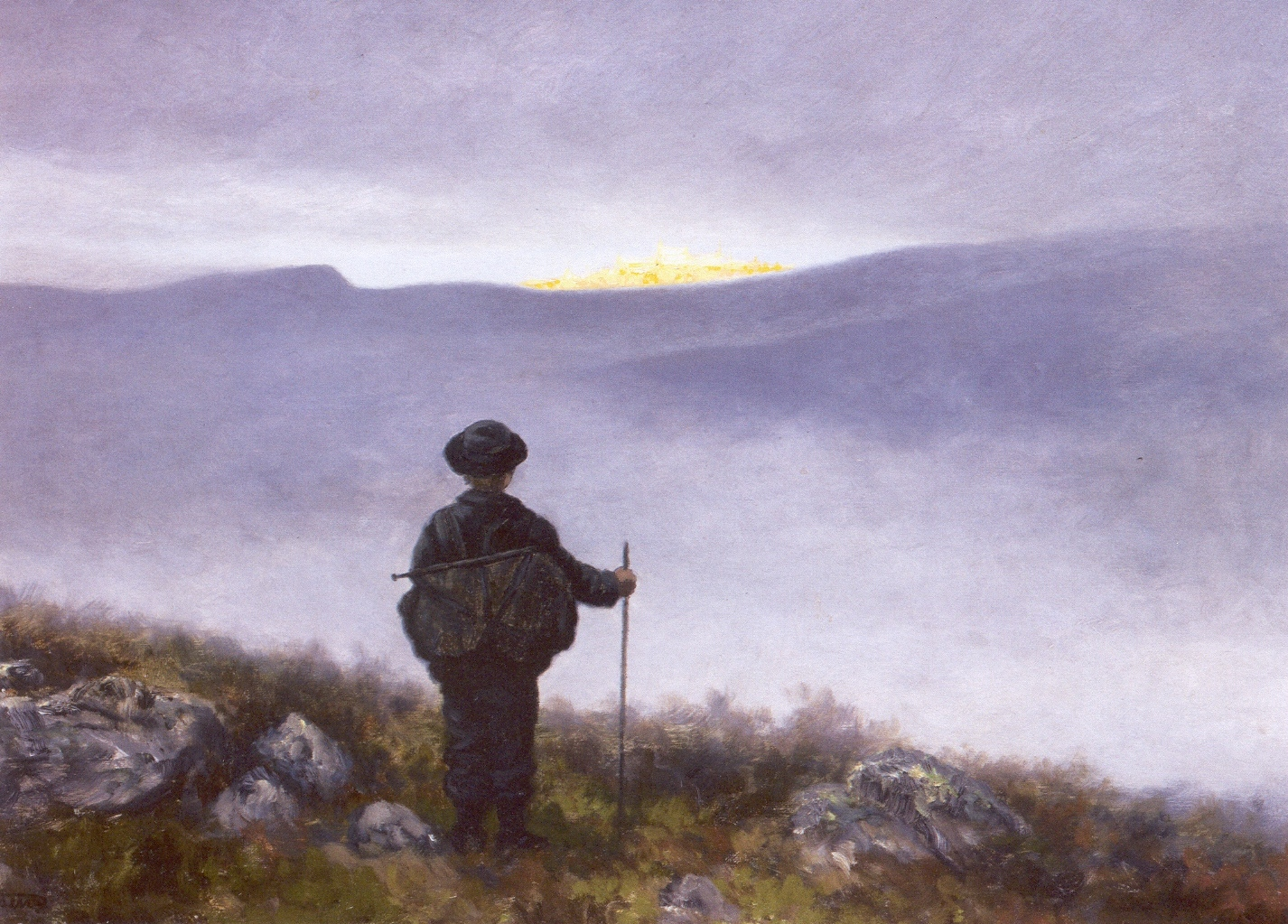
Le château de Soria Moria, par Theodor Kittelsen (1900)

Le Château de Soria Moria (en norvégien : Soria Moria slott) est le titre d'un conte populaire norvégien recueilli par Peter Christen Asbjørnsen à Røyken, dans le comté de Buskerud, et qui a été publié dans Norske Folkeeventyr, le célèbre recueil de contes d'Asbjørnsen et Moe, en 1843. C'est l'un des contes merveilleux les plus connus en Norvège. Andrew Lang l'a ensuite inclus dans son recueil intitulé The Red Fairy Book.
C'est aussi le nom d'une série de douze illustrations de contes dues à Theodor Kittelsen, réalisées en 1900, et qui ont été utilisées dans l'édition pour enfants de 1911 portant le même nom.

## Résumé du conte

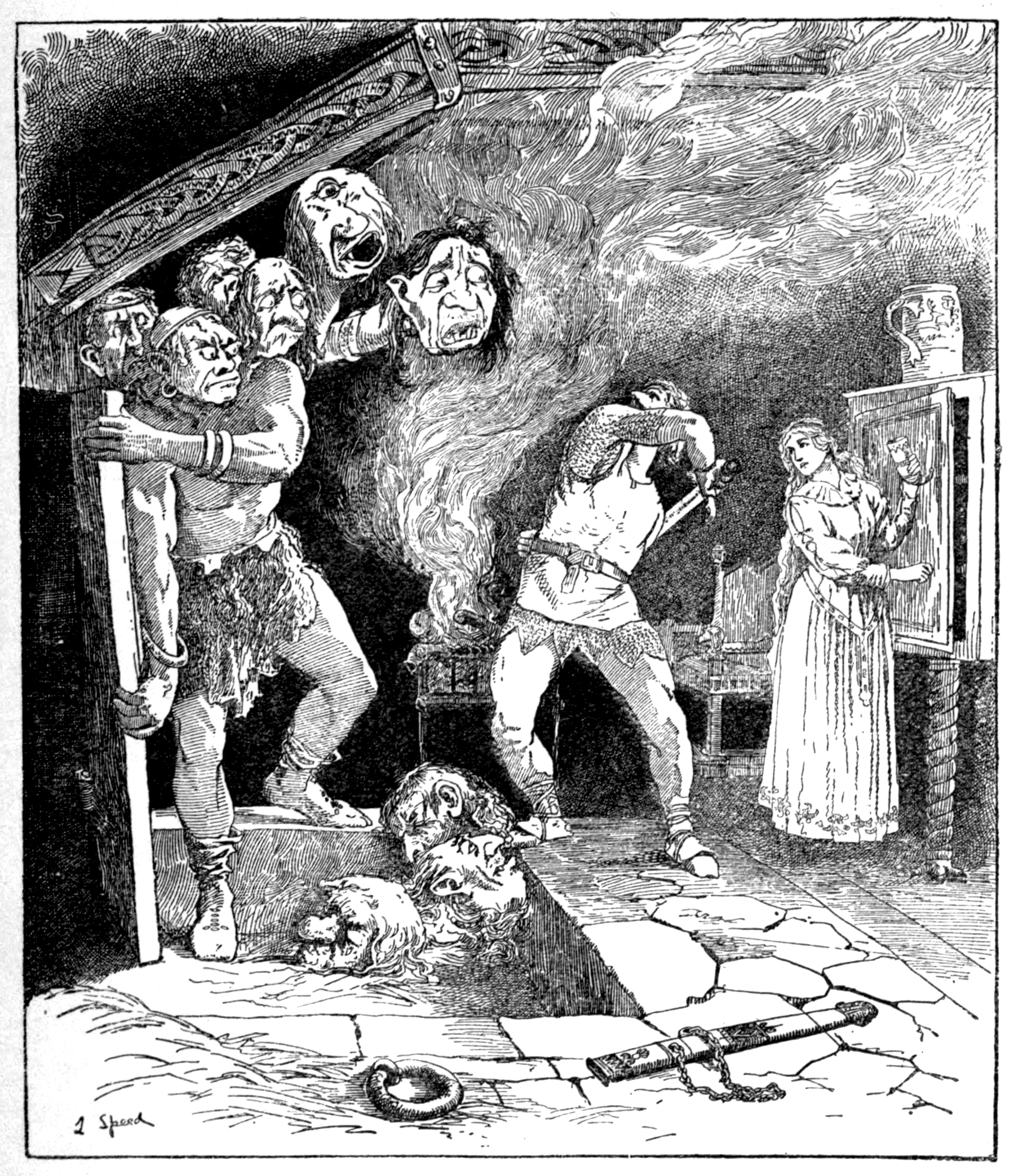
Le combat contre le troll à neuf têtes. Illustration de Lancelot Speed parue dans The Red Fairy Book (1890)

Halvor est un jeune bon à rien qui passe son temps à jouer avec les cendres du foyer. Un jour, un capitaine de navire se présente et lui propose de voir le monde, et Halvor quitte ainsi ses parents. Le navire est pris dans une terrible tempête, et lorsque les vents se calment, ils abordent sur un rivage inconnu. Halvor obtient du capitaine l'autorisation d'aller se promener à terre, à condition de revenir dès que le vent se lèvera.
Le pays est beau et semble cultivé, mais on n'y rencontre pas âme qui vive. Halvor, qui a déjà oublié sa promesse de rejoindre le navire, s'engage sur un large chemin bien lisse et arrive en vue d'un vaste château baigné de lumière. Il y parvient fatigué et affamé, et visite les cuisines, richement équipées, mais désertes elles aussi. Enfin, il rencontre une princesse occupée à filer, et qui manifeste une grande surprise en le voyant. Halvor obtient d'elle à manger, mais elle lui enjoint de quitter les lieux avant que le maître de céans, un troll à trois têtes, ne revienne et ne le dévore. Comme Halvor refuse de partir, elle lui indique une lourde épée suspendue au mur : d'abord il ne parvient pas même à la soulever, mais la princesse lui fait boire de l'eau de la gourde du troll, ce qui lui procure une force surhumaine.
Le troll arrive, renifle et déclare que « ça sent le chrétien ici ». Halvor, d'un coup d'épée, lui coupe immédiatement ses trois têtes, au grand enthousiasme de la princesse ; mais celle-ci se rappelle alors ses deux sœurs, prisonnières elles aussi de trolls encore plus monstrueux dans deux autres châteaux. Après avoir évacué la carcasse du troll mort, et avoir bien dormi et bien déjeuné, Halvor se met en route vers le deuxième château, lui aussi magnifique et désert. Il y trouve la seconde princesse, et le scénario se répète : après avoir tué le troll à six têtes, le héros se met le lendemain en quête du troisième château. Parvenu sur place le lendemain soir, il rencontre la troisième princesse et tue, quoique non sans mal, le troll à neuf têtes qui la retenait captive.
Les trois princesses, libres désormais, se retrouvent au château de Soria Moria. En témoignage de reconnaissance, elles proposent à Halvor de prendre pour épouse celle d'entre-elles qui lui plaira. Halvor choisit la plus jeune, qui lui a semblé avoir un faible pour lui. Ils vivent quelque temps ensemble au château, mais Halvor sombre peu à peu dans la mélancolie : il souhaiterait revoir ses parents et son pays. Les princesses le lui accordent et lui donnent un anneau qui lui permettra de se transporter instantanément où il le souhaite ; toutefois, arrivé chez lui, il devra s'abstenir de les mentionner, faute de quoi le charme sera rompu et plus jamais ils ne se reverront.
À peine a-t-il énoncé son souhait que Halvor se retrouve chez ses parents. Ceux-ci ne le reconnaissent pas en raison de ses habits somptueux et de son allure princière, et lui suggèrent de demander l'hospitalité chez leurs voisins, eux-mêmes étant trop pauvres pour avoir rien à lui offrir ; mais Halvor insiste pour dormir sur place, au coin du feu où il avait l'habitude de rêvasser autrefois. Au cours de la conversation, les deux vieux mentionnent leur fils disparu, et finissent par reconnaître qu'ils l'ont devant eux. Pleins de joie et de fierté, ils s'en vont présenter leur visiteur à leurs voisins, dont les filles de ferme, qui autrefois se moquaient de ce bon à rien, se retrouvent fort confuses de le découvrir sous ce nouvel aspect. Mais Halvor se laisse étourdiment entraîner à évoquer les princesses et à les faire ainsi surgir devant lui.
Les princesses déclinent l'offre du banquet que les maîtres des lieux leur préparaient, et proposent à Halvor de se reposer un peu auprès d'un lac. Là, la plus jeune des princesses commence à épouiller son promis, qui s'endort entre ses bras. Elle en profite pour lui subtiliser l'anneau et le remplacer par un autre ; grâce à l'anneau magique, elle et ses sœurs rejoignent instantanément Soria Moria. À son réveil, Halvor se découvre abandonné et se lamente, puis décide de se mettre à la recherche de sa bien-aimée et dit adieu à ses parents.
En cours de route, il achète un paisible cheval à un homme de rencontre, et voyage avec l'animal à travers une immense forêt. Le deuxième soir, il tombe sur une hutte misérable ou un couple de vieux le reçoit. Il leur demande s'ils savent comment se rendre au château de Soria Moria. Ils l'ignorent, mais la vieille demande conseil à la Lune qui s'est levée, puis au Vent d'Ouest. Entretemps, elle a échangé à Halvor son cheval contre une paire de bottes de neuf lieues. Le Vent d'Ouest, qui doit précisément sécher les habits d'un prochain mariage à Soria Moria, propose à Halvor de l'emmener jusque là-bas s'il a de bonnes jambes. Ils parcourent ainsi tous deux une grande distance, puis le vent, qui dit « devoir encore arracher une forêt de sapins », le dirige vers un groupe de lavandières occupées à laver du linge pour la noce. Elles lui indiquent finalement le chemin de Soria Moria, mais il y parvient les vêtements en lambeaux, et il décide de se tenir modestement à l'écart jusqu'au banquet.
Le moment venu, tous les convives présents doivent boire à la santé de la promise. Halvor fait de même, mais il laisse tomber dans la coupe l'anneau que la princesse avait glissé à son doigt pendant son sommeil. Lorsque celle-ci découvre l'anneau, elle se lève et demande à l'assistance qui mérite le plus de l'épouser, celui qui l'a délivrée ou celui qui occupe la place du fiancé ? Tous penchent pour le héros qui l'a délivrée : Halvor s'empresse d'endosser une tenue digne, la princesse le reconnaît et se jette à son cou, et après que l'autre fiancé (le faux héros) ait été « précipité dans un soupirail », les noces sont célébrées entre Halvor et la princesse.

## Soria Moria dans la culture norvégienne
La légende de Soria Moria (dans laquelle se retrouvent des éléments d'autres contes, comme Les Trois Princesses dans la montagne bleue, ou À l'est du soleil et à l'ouest de la lune), a inspiré de nombreuses œuvres en Norvège. Parmi celles-ci, un poème figurant dans le roman de Ole Edvart Rølvaag intitulé Længselens Baat (« Bateau de la nostalgie », 1921) ; plus récemment, la légende a été évoquée dans la chanson Soria Moria qui a donné son titre à un album de la chanteuse norvégienne Sissel Kyrkjebø (1989). C'est aussi le nom d'une série de tableaux de Kjell Pahr-Iversen, un morceau du groupe de black metal Dark Throne, une série télévisée norvégienne (2000), un hôtel à Oslo et un autre à Siem Reap (Cambodge), etc. En 2005, un texte intitulé la « Déclaration de Soria Moria » (Soria Moria-erklæringen ; ainsi nommé parce qu'il a été négocié à l'Hôtel Soria Moria d'Oslo), définissant des orientations générales de politique extérieure, a été adopté par le gouvernement de coalition du ministre d'État norvégien Jens Stoltenberg.
Soria Moria désigne dans l'imaginaire norvégien un palais imaginaire où ne mène aucune route, objet de quête solitaire auquel chacun doit parvenir par sa propre voie. Le conte fait partie de ces récits dans lesquels un personnage d'humble origine, voire un antihéros, s'élève au-dessus de sa condition et parvient finalement au succès.

## Le nom de Soria Moria
L'origine exacte du nom Soria Moria reste obscure. Il pourrait être lié au mont Moriah, une montagne mentionnée dans le Livre de la Genèse et sur laquelle, selon la tradition, Abraham se serait apprêté à sacrifier son fils Isaac. Le nom de Moria a été réattribué par l'écrivain britannique J. R. R. Tolkien à une ancienne cité naine fictive de la Terre du Milieu.